# Área metropolitana de Budapest
El área metropolitana de Budapest consiste en la ciudad de Budapest y en una serie de localidades menores ubicadas en la región de Hungría central.
En total, el área metropolitana de Budapest se extiende por una superficie de 2.184 km² y cuenta con una población de 2,34 millones de habitantes, de los cuales 24 y 71% corresponden a la ciudad de Budapest, respectivamente. Tiene una densidad de población de 1.089 hab/km².

## Composición
El área metropolitana de Budapest se compone de la ciudad de Budapest y de sesenta pequeñas ciudades y municipios ubicados a su alrededor (entre las que destacan las ciudades de Érd, Vác, Gödöllő y Dunakeszi), como se muestra en la tabla siguiente.
| Distrito                  | Municipio         | Superficie (en km²) | Población(1) |
| ------------------------- | ----------------- | ------------------- | ------------ |
| Budapest                  |                   |                     |              |
| —                         | Budapest          | 525,0               | 1.697.343    |
| Condado de Pest           |                   |                     |              |
| Distrito de Szentendre    | Budakalász        | 15,11               | 9.952        |
| Distrito de Szentendre    | Pomáz             | 49,04               | 15.799       |
| Distrito de Szentendre    | Szentendre        | 43,83               | 24.010       |
| Distrito de Szentendre    | Szigetmonostor    | 23,51               | 1.941        |
| Distrito de Szentendre    | Pócsmegyer        | 13,08               | 1.404        |
| Distrito de Szentendre    | Leányfalu         | 15,37               | 2.879        |
| Distrito de Szentendre    | Tahitótfalu       | 39,17               | 5.051        |
| Distrito de Dunakeszi     | Dunakeszi         | 31,06               | 30.752       |
| Distrito de Dunakeszi     | Fót               | 37,42               | 17.287       |
| Distrito de Dunakeszi     | Göd               | 22,30               | 16.375       |
| Distrito de Vác           | Sződ              | 14,38               | 2.993        |
| Distrito de Vác           | Sződliget         | 7,29                | 4.337        |
| Distrito de Vác           | Vác               | 61,63               | 33.268       |
| Distrito de Veresegyház   | Veresegyház       | 28,56               | 12.967       |
| Distrito de Veresegyház   | Csomád            | 12,39               | 1.042        |
| Distrito de Veresegyház   | Őrbottyán         | 27,37               | 5.984        |
| Distrito de Veresegyház   | Erdőkertes        | 5,74                | 6.576        |
| Distrito de Gödöllő       | Csömör            | 22,67               | 7.991        |
| Distrito de Gödöllő       | Mogyoród          | 34,47               | 5.402        |
| Distrito de Gödöllő       | Kistarcsa         | 11,02               | 9.798        |
| Distrito de Gödöllő       | Kerepes           | 24,07               | 9.247        |
| Distrito de Gödöllő       | Gödöllő           | 61,98               | 31.876       |
| Distrito de Gödöllő       | Szada             | 16,69               | 3.837        |
| Distrito de Gödöllő       | Nagytarcsa        | 12,13               | 3.100        |
| Distrito de Gödöllő       | Pécel             | 43,63               | 13.753       |
| Distrito de Gödöllő       | Isaszeg           | 54,83               | 10.792       |
| Distrito de Monor         | Maglód            | 22,37               | 10.614       |
| Distrito de Monor         | Ecser             | 13,11               | 3.343        |
| Distrito de Monor         | Gyömrő            | 26,51               | 14.567       |
| Distrito de Gyál          | Vecsés            | 36,18               | 19.023       |
| Distrito de Gyál          | Üllő              | 48,12               | 10.149       |
| Distrito de Gyál          | Gyál              | 24,93               | 22.195       |
| Distrito de Gyál          | Alsónémedi        | 49,07               | 4.764        |
| Distrito de Gyál          | Felsőpakony       | 15,36               | 3.137        |
| Distrito de Gyál          | Ócsa              | 81,64               | 8.949        |
| Distrito de Ráckeve       | Dunaharaszti      | 29,17               | 17.244       |
| Distrito de Ráckeve       | Taksony           | 20,85               | 6.050        |
| Distrito de Ráckeve       | Szigetszentmiklós | 45,76               | 26.662       |
| Distrito de Ráckeve       | Szigethalom       | 9,12                | 14.269       |
| Distrito de Ráckeve       | Dunavarsány       | 22,52               | 6.329        |
| Distrito de Ráckeve       | Tököl             | 38,49               | 9.495        |
| Distrito de Ráckeve       | Halásztelek       | 8,64                | 7.697        |
| Distrito de Budaörs       | Érd               | 60,54               | 60.546       |
| Distrito de Budaörs       | Százhallombatta   | 28,06               | 17.438       |
| Distrito de Budaörs       | Tárnok            | 23,60               | 8.360        |
| Distrito de Budaörs       | Sóskút            | 27,68               | 3.037        |
| Distrito de Budaörs       | Biatorbágy        | 43,80               | 9.523        |
| Distrito de Budaörs       | Budaörs           | 23,59               | 25.725       |
| Distrito de Budaörs       | Törökbálint       | 29,40               | 12.265       |
| Distrito de Budaörs       | Diósd             | 5,75                | 7.263        |
| Distrito de Pilisvörösvár | Budakeszi         | 37,11               | 13.198       |
| Distrito de Pilisvörösvár | Páty              | 39,29               | 6.016        |
| Distrito de Pilisvörösvár | Remeteszőlős      | 16,43               | 446          |
| Distrito de Pilisvörösvár | Nagykovácsi       | 14,14               | 5.228        |
| Distrito de Pilisvörösvár | Solymár           | 17,86               | 9.482        |
| Distrito de Pilisvörösvár | Pilisszentiván    | 8,12                | 4.171        |
| Distrito de Pilisvörösvár | Pilisvörösvár     | 24,30               | 13.023       |
| Distrito de Pilisvörösvár | Üröm              | 6,66                | 5.442        |
| Distrito de Pilisvörösvár | Pilisborosjenő    | 9,27                | 3.336        |
| Distrito de Pilisvörösvár | Csobánka          | 22,76               | 3.067        |
| TOTAL                     | TOTAL             | 2.183,94            | 2.377.809    |

- (1) - Datos del 01.01.2005, tomados del informe estadístico de población de la Oficina Central de Estadística de Hungría, Központi Statisztikai Hivatal  Archivado el 21 de septiembre de 2008 en Wayback Machine.